# BuEV Danzig
BuEV Danzig (celým názvem: Ballspiel- und Eislauf-Verein Danzig) byl německý fotbalový klub, který sídlil v západopruském městě Danzig (dnešní Gdaňsk v Pomořském vojvodství).
Založen byl v roce 1903 pod názvem FC Danzig. V roce 1912 se stal baltským mistrem a vybojoval si tak právo zúčastnit se německého mistrovství. V něm hned ve čtvrtfinále vypadl s berlínskou Viktorií poměrem 0:7. V roce 1933 se stal zakládajícím členem Gauligy Ostpreußen. Zaniká v roce 1945 po sovětsko-polské anexi Pruska. Klubové barvy byly černá a červená.
Své domácí zápasy odehrával na stadionu Sportplatz Reichskolonie.

## Historické názvy
- 1903 – FC Danzig (Fußballclub Danzig)
- 1905 – BuEV Danzig (Ballspiel- und Eislauf-Verein Danzig)
- 1916 – VfL Danzig (Verein für Leibesübungen Danzig)
- 1930 – BuEV Danzig (Ballspiel- und Eislauf-Verein Danzig)

## Získané trofeje
- Baltische Fußballmeisterschaft ( 1× )
  - 1911/12

## Umístění v jednotlivých sezonách
Stručný přehled
Zdroj: 
- 1933–1935: Gauliga Ostpreußen – sk. A
- 1935–1938: Gauliga Ostpreußen – sk. Danzig
- 1938–1940: Gauliga Ostpreußen
- 1940–1944: Gauliga Danzig-Westpreußen

Jednotlivé ročníky
Zdroj: 
Legenda: Z - zápasy, V - výhry, R - remízy, P - porážky, VG - vstřelené góly, OG - obdržené góly, +/- - rozdíl skóre, B - body, červené podbarvení - sestup, zelené podbarvení - postup, fialové podbarvení - reorganizace, změna skupiny či soutěže
| Velkoněmecká říše (1933 – 1944) |                                 |        |    |    |   |   |    |    |     |    |        |
| Sezóny                          | Liga                            | Úroveň | Z  | V  | R | P | VG | OG | +/- | B  | Pozice |
| 1933/34                         | Gauliga Ostpreußen – sk. A      | 1      | 12 | 5  | 0 | 7 | 26 | 35 | -9  | 10 | 5.     |
| 1934/35                         | Gauliga Ostpreußen – sk. A      | 1      | 12 | 4  | 5 | 3 | 23 | 18 | +5  | 13 | 4.     |
| 1935/36                         | Gauliga Ostpreußen – sk. Danzig | 1      | 12 | 7  | 2 | 3 | 23 | 16 | +7  | 16 | 2.     |
| 1936/37                         | Gauliga Ostpreußen – sk. Danzig | 1      | 12 | 6  | 4 | 2 | 30 | 13 | +17 | 16 | 3.     |
| 1937/38                         | Gauliga Ostpreußen – sk. Danzig | 1      | 12 | 10 | 2 | 0 | 40 | 5  | +35 | 22 | 1.     |
| 1938/39                         | Gauliga Ostpreußen              | 1      | 18 | 9  | 3 | 6 | 36 | 26 | +10 | 21 | 3.     |
| 1939/40                         | Gauliga Ostpreußen              | 1      | 5  | 2  | 1 | 2 | 12 | 14 | -2  | 5  | 4.     |
| 1940/41                         | Gauliga Danzig-Westpreußen      | 1      | 10 | 2  | 2 | 6 | 19 | 29 | -10 | 6  | 5.     |
| 1941/42                         | Gauliga Danzig-Westpreußen      | 1      | 18 | 9  | 4 | 5 | 37 | 30 | +7  | 22 | 3.     |
| 1942/43                         | Gauliga Danzig-Westpreußen      | 1      | 14 | 6  | 0 | 8 | 23 | 25 | -2  | 12 | 6.     |
| 1943/44                         | Gauliga Danzig-Westpreußen      | 1      | 18 | 8  | 1 | 9 | 59 | 50 | +9  | 17 | 4.     |

Poznámky:
- 1937/38: BuEV (vítěz sk. Danzig) ve finále prohrál s insterburským Yorck Boyenem (vítěz sk. Gumbinnen) celkovým poměrem 1:3 (1. zápas – 0:2, 2. zápas – 1:1).